# Ronald John Garan
Ronald John Garan, Jr. (30 de octubre de 1961) es un astronauta de la NASA. Luego de graduarse en 1982 en la State University of New York College at Oneonta, se incorporó a la Fuerza Aérea de Estados Unidos, siendo ascendido a teniente segundo en 1984. Recibió instrucción como piloto de F-16, y voló misiones de combate en la Guerra del Golfo. Antes de convertirse en astronauta fue Oficial de Operaciones del 40th Flight Test Squadron (FTS). Primero voló como Especialista de misión en la misión STS-124 de la Estación Espacial Internacional (ISS). Regresó a la ISS el 4 de abril de 2011 para permanecer seis meses como miembro de la Expedición 27.